# Vulkán Saryčeva
Vulkán Saryčeva (rusky вулкан Сарычева) je stratovulkán, který v podstatě tvoří ostrov Matua patřící ke Kurilským ostrovům a tedy Ruské federaci, kde spadá do Sachalinské oblasti.
Jedná se o symetrický vulkán vysoký 1496 metrů. Jmenuje se po svém objeviteli Gavriilovi Saryčevovi, admirálovi ruského carského námořnictva počátku devatenáctého století.

## Historie
Andezitický centrální kráter byl vytvořen v kaldeře kráteru průměru 3 až 3,5 km. Mladší lávové proudy a pyroklastické proudy pokrývají celý obvod sopky. Od roku 1760 byly pozorovány explozivní erupce střídané s klidnějšími výlevy lávy. K největší erupci došlo v roce 1946, kdy pyroklastické proudy dosáhly až k pobřeží.
Sopka vybuchla naposledy 12. června 2009, kdy vyvrhla popel, což trochu narušilo letový provoz v oblasti, kudy vedou některé z hlavních tras mezi východní Asií a Severní Amerikou.
Během erupce nad sopkou prolétala Mezinárodní vesmírná stanice a kosmonautům na palubě se povedlo událost vyfotografovat. Pravděpodobně díky rázové vlně vznikla nad sopkou trhlina v mracích, kterou bylo vidět jak erupční sloupec, tak pyroklastické proudy.